# Pininfarina B95
La Pininfarina B95 è un'autovettura elettrica ad alte prestazioni prodotta dalla casa automobilistica Automobili Pininfarina, con sede a Monaco di Baviera, in Germania, e radici nello storico studio di design italiano Pininfarina. La produzione è prevista per il 2025.

## Storia
Il successo commerciale della Battista ha spinto Automobili Pininfarina a realizzare il suo secondo modello, la hypercar B95, prodotta in edizione strettamente limitata e basata sul design del Battista. L'auto è stata presentata durante l'evento annuale Monterey Car Week in California, nell'agosto 2023. Il nome del veicolo richiama la carrozzeria barchetta, mentre il numero 95 celebra il 95º anniversario della fondazione della storica azienda italiana Pininfarina. 

## Specifiche e caratteristiche
Dal punto di vista estetico, la B95 presenta un design aggressivo, caratterizzato dalla carrozzeria tipo barchetta, priva di finestrini laterali, parabrezza e telai delle portiere. La carrozzeria è rifinita con una verniciatura bicolore a contrasto, che combina il grigio chiaro con il giallo.  Le proporzioni e lo stile del veicolo richiamano le classiche auto da corsa italiane.  La B95 è stata realizzata utilizzando una carrozzeria in fibra di carbonio applicata a una monoscocca dello stesso materiale. 

## Prestazioni
La B95 accelera da 0 a 100 km/h in meno di 2 secondi, raggiunge una velocità massima di 300 km/h e dispone di una batteria da 120 kWh che supporta una ricarica fino a 270 kW (360 CV), consentendo di passare dal 20% all'80% di carica in soli 25 minuti.  Il gruppo motopropulsore è fornito da Rimac. 

## Produzione
L'inizio della produzione della B95 è previsto per il 2025, con un limite massimo di 150 unità, al prezzo di 4,4 milioni di euro ciascuna. La produzione dell'intera serie pianificata è prevista per il 2025 e sarà realizzata in Italia.